# Xu Shiyan
Xu Shiyan (15 de marzo de 1997) es una deportista china que compite en judo.
Ganó una medalla de plata en los Juegos Asiáticos de 2022 y dos medallas en el Campeonato Asiático de Judo, en los años 2021 y 2022. Participó en los Juegos Olímpicos de Tokio 2020, ocupando el quinto lugar en la categoría de +78 kg.

## Palmarés internacional
| Juegos Asiáticos    | Juegos Asiáticos       | Juegos Asiáticos | Juegos Asiáticos |
| Año                 | Lugar                  | Medalla          | Categoría        |
| ------------------- | ---------------------- | ---------------- | ---------------- |
| 2022                | Hangzhou (China)       | Medalla de plata | +78 kg           |
| Campeonato Asiático |                        |                  |                  |
| Año                 | Lugar                  | Medalla          | Categoría        |
| 2021                | Biskek (Kirguistán)    | Medalla de oro   | +78 kg           |
| 2022                | Nursultán (Kazajistán) | Medalla de plata | +78 kg           |